# Partido Ayacucho
Partido Ayacucho (hiszp. Partido de Ayacucho) – jedno z 135 partidos, znajduje się w prowincji Buenos Aires. Siedzibą administracyjną jest miasto Ayacucho. Funkcję Intendenta pełni Jorge Pablo Zubiaurre. Partido Ayacucho ma powierzchnię 6785 km², w 2010 r. zamieszkiwało w nim 20,3 tys. mieszkańców (9 985 mężczyzn i 10 352 kobiet).

Partido zostało utworzone 19 lipca 1865r.

## Miejscowości
W partido Ayacucho znajdują się następujące miejscowości:
- Ayacucho
- Cangallo
- Fair
- La Constancia
- Langueyú
- Solanet
- Udaquiola

## Demografia
Zmiana liczby ludności w latach 1869 – 2010 na podstawie kolejnych spisów ludności.